# Ida Mattson
Ida Elvira Mattson, född 7 november 1876 i Karlshamn, död 26 augusti 1972 i Slottsstadens församling i Malmö, var en svensk textilkonstnär och bildvävare.
Hon var dotter till båtbyggaren Sven Oscar Nilsson och Maria Pettersdotter och från 1900 gift med kassören Gunnar Julius Mattson. Hon drabbades tidigt av en hörselnedsättning och erbjöds att deltaga i en av Hemslöjden anordnad vävkurs 1912. Hon visade sig ha en särskild fallenhet för vävning och vävde under flera år kopior efter äldre flamskvävnader som belönades med priser. När hon var i 60-årsåldern började hon komponera egna mönster som hon ställde ut på SDS-hallen i Malmö och på De fyras bod i Stockholm.